# 拱掌
拱掌，一译功章、贡坚，是缅甸掸邦老街县拱掌镇区下辖的一个镇。在果敢自治区行政区划上，称为拱掌区。在禁毒以后，橡胶、荔枝、芒果、核桃和梨等农作物作为罂粟替代品在这个地区种植。
作为交通枢纽的拱掌至果敢自治区首府老街的公路原属于缅甸国防军控制，但在2023年11月29日“1027行动”期间，缅甸民族民主同盟军（MNDAA）占领拱掌，驻扎此地的缅甸国防军东北军区125营向缅甸民族民主同盟军投降。